# Shōwa Corporation

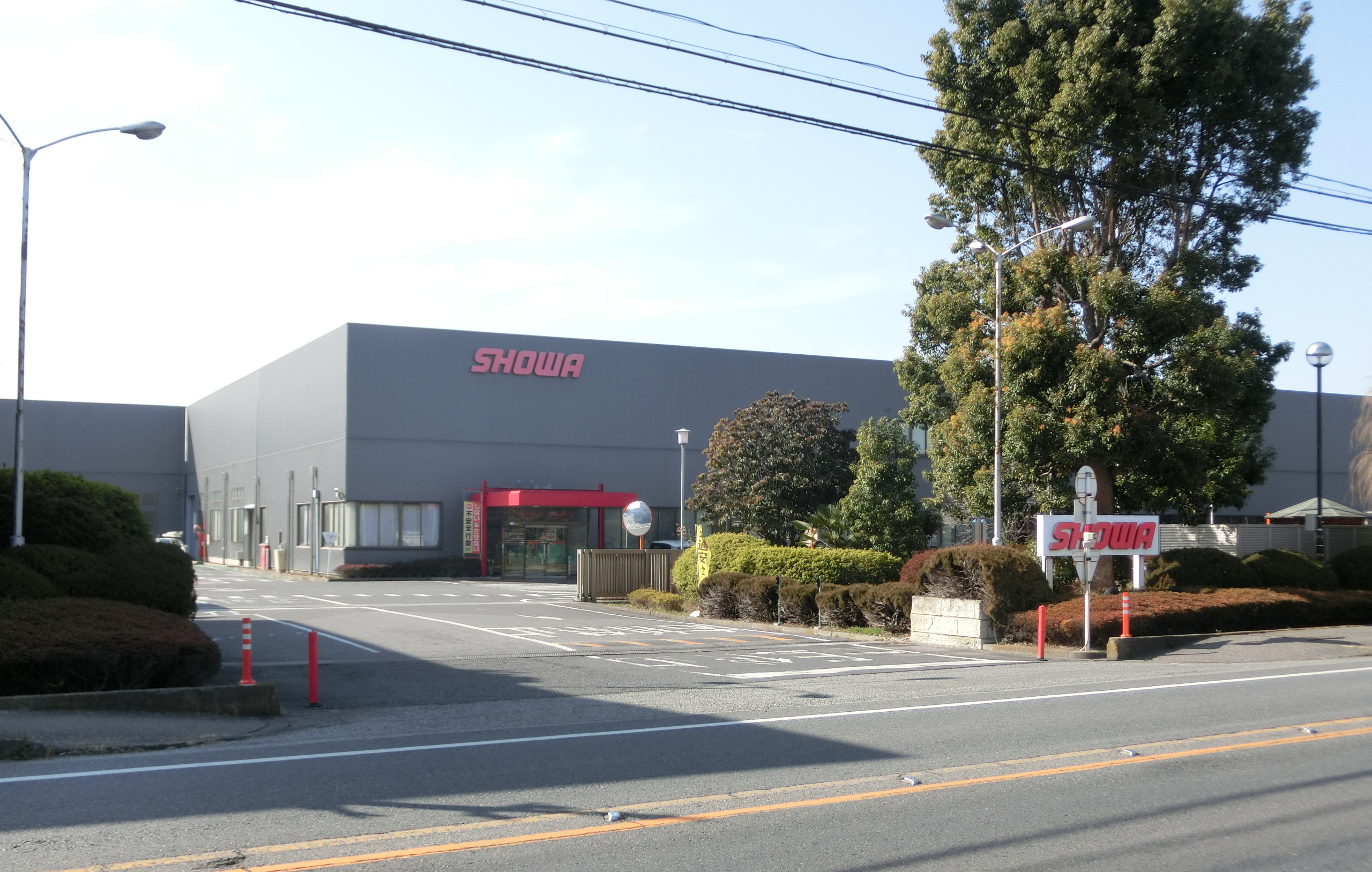
Shōwa Firmenzentrale in Gyōda

Die Showa Corporation (jap. 株式会社ショーワ, Kabushiki kaisha Shōwa, dt. „Shōwa AG“) ist eine japanische Aktiengesellschaft mit Hauptsitz in Gyōda, Präfektur Saitama. Sie wurde 1938 unter dem Namen 昭和航空精機株式会社 (Shōwa Kōkū Seiki K.K., engl. Showa Aircraft Precision Works Ltd.) in Itabashi, Tokio, Präfektur Tokio als Rüstungshersteller von Teilen für Flugzeuge gegründet. Ab 1946 hieß das Unternehmen 株式会社昭和製作所 (K.K. Shōwa Seisakusho, engl. Showa Manufacturing Co., Ltd.), bevor es 1993 nach einer Fusion seinen heutigen Namen annahm.
Nach dem Zweiten Weltkrieg begann die Gesellschaft Fahrzeugteile zu fertigen, unter anderem Stoßdämpfer in Nagoya
, und entwickelte sich bis in die Gegenwart zu einem  Zulieferer für Hersteller von Autos, Motorrädern- und Bootsmotoren. In mehreren asiatischen Staaten, aber auch in Europa, Nord- und Südamerika unterhält die Showa Corporation Niederlassungen.
2021 schloss sich Shōwa, an dem Honda Ende 2019 34 Prozent hielt, mit den Honda-Töchtern Keihin (Einspritzanlagen, vormals Vergaser, beispielsweise in der Honda VF 1000 F) und Nissin Kogyo mit Hitachi Automotive Systems zu Hitachi Astemo zusammen. Der Name Astemo ist aus den Anfangsbuchstaben von „Advanced Sustainable Technologies for Mobility“ zusammengesetzt. Hitachi Astemo hat einen Umsatz von 17 Milliarden Dollar (15 Mrd. Euro).